# Jasmin Brkić
Jasmin Brkić (ur. 24 marca 1991) – bośniacki niepełnosprawny siatkarz, medalista paraolimpijski.
Niepełnosprawność nabył w trakcie wojny domowej w Bośni i Hercegowinie. Gdy miał 15 miesięcy został raniony przez eksplodujący granat (w wyniku tego wydarzenia śmierć poniosła jego babcia). 
Siatkówkę zaczął uprawiać w wieku 15 lat. Występuje na pozycji libero. W 2018 roku został wicemistrzem świata, natomiast rok później zdobył srebrny medal mistrzostw Europy. Wywalczył brązowy medal podczas Letnich Igrzysk Paraolimpijskich 2020.